# Сохибкор
«Сохибкор» — бывший советский футбольный клуб из Халкабада (Янгиюльский район, Ташкентская область, Узбекская ССР). Основан не позднее 1980 года.

## Названия
- 1980 — «Сохибкор» (Янгиюль),
- 1981—1991 — «Сохибкор» (Халкабад).

## Достижения
- Вторая лига СССР — 1-е место в зональном турнире (1985).

## Известные игроки
Бауэр, Сергей Юрьевич